# Uprising (sång)
Uprising är en låt gjord av det engelska alternativrockbandet Muse. Låten är inkluderad på deras femte studioalbum The Resistance, som släpptes 2009.
Låten är också den första singeln från albumet som släpptes, detta skedde den 7 september 2009.
Muse lät sig inspireras av Marilyn Manson när man skapade Uprising, och har dessutom kombinerat den hårda basgången med ljudet av ett UFO.

## Låtlista
Alla låtar är skrivna av Matthew Bellamy; "Who Knows Who" är skriven tillsammans med Mike Skinner.
Digital download
1. "Uprising" – 5:03

7" vinyl (WEA458)
1. "Uprising" – 5:03
2. "Who Knows Who" (med Mike Skinner) – 3:24

CD single (WEA458CD)
1. "Uprising" – 5:03
2. "Uprising" (Does It Offend You, Yeah? remix) – 4:00

muse.mu download
1. "Uprising" (Live from Teignmouth 04.09.09) – 5:37

Hong Kong Promo CD-R
1. "Intro" – 0:14
2. "Uprising" (Radio Edit) – 4:08